# Noureen DeWulf
Noureen DeWulf (28 de fevereiro, 1984) é uma atriz americana. É mais conhecida por seus papéis em filmes como West Bank Story, Minhas Adoráveis ex-Namoradas, e Plano B.

## Sua vida
DeWulf nasceu na Cidade de Nova Iorque, descendente de pais muçulmanos de Pune, Índia. Ela cresceu em Stone Mountain, Geórgia.

## Carreira artística
DeWulf começou sua carreira atuando no vencedor do Academy Award, West Bank Story. Ela desempenhou o papel principal de Fatima, uma cantora e dançarina palestina que se apaixona por um soldado israelense. Ela tem trabalhado em séries de televisão e filmes de comédia desde então. De 2009 a 2011, ela interpretou papéis recorrentes em séries da NBC como Outsourced, da TNT como Hawthorne e da MTV The Hard Times of RJ Berger, e apareceu na minissérie da LifeTime, Maneater.
DeWulf tem sido visto em uma série de sucessos de bilheteria, incluindo Treze Homens e um Novo Segredo, e Plano B. Ela atualmente co-estrela com Charlie Sheen na série de TV Anger Management (série), que estreou em 28 de junho de 2012 no canal FX.

## Filmografia
| Ano  | Título                                                                          | Papel                 | Notas                |
| ---- | ------------------------------------------------------------------------------- | --------------------- | -------------------- |
| 2005 | West Bank Story                                                                 | Fatima                | Curta-metragem       |
| 2006 | Welcome to the Jungle Gym                                                       | Amy                   | Filme de TV          |
| 2006 | American Dreamz                                                                 | Shazzy Riza           |                      |
| 2006 | Mindy and Brenda                                                                | Mindy                 | Filme de TV          |
| 2006 | National Lampoon's Pledge This!                                                 | PooPoo                | Diretamente em vídeo |
| 2007 | Americanizing Shelley                                                           | Littly J. Singh       |                      |
| 2007 | Revenge                                                                         | Nadia                 | Filme de TV          |
| 2007 | Ocean's Thirteen                                                                | Nuff Said Expo Girl   |                      |
| 2007 | The Comebacks                                                                   | Jizminder Featherfoot |                      |
| 2008 | Courtroom K                                                                     | Rose Marie Cheeks     | Filme de TV          |
| 2008 | Killer Pad                                                                      | Delilah               |                      |
| 2008 | Pulse 2: Afterlife                                                              | Salwa Al Hakim        |                      |
| 2008 | Pulse 3: Invasion                                                               | Salwa Al Hakim        |                      |
| 2009 | Two Dollar Beer                                                                 | Fakhri                | Filme de TV          |
| 2009 | The Strip                                                                       | Maliah                |                      |
| 2009 | Ghosts of Girlfriends Past                                                      | Melanie               |                      |
| 2009 | The Goods: Live Hard, Sell Hard                                                 | Heather               |                      |
| 2010 | The Taqwacores                                                                  | Rabeya                |                      |
| 2010 | The Back-up Plan                                                                | Daphne                |                      |
| 2010 | The 41-Year-Old Virgin Who Knocked Up Sarah Marshall and Felt Superbad About It | Kim                   |                      |
| 2011 | Hail Mary                                                                       | Ingrid                | Filme de TV          |
| 2011 | Breakaway                                                                       | Reena Singh           |                      |
| 2012 | The Babymakers                                                                  | Bride                 |                      |
| 2012 | Zambezia                                                                        | Pavi                  |                      |
| 2014 | They Came Together                                                              | Melanie               |                      |

| Ano        | Título                      | Papel         | Notas |
| ---------- | --------------------------- | ------------- | --- |
| 2005       | CSI: NY                     | Matrice Singh | "On the Job" (temporada 1: episódio 21) |
| 2005       | Girlfriends                 | Jasmine Crane | "Trial and Errors" (temporada 6: episódio 7) "Hot Girl on Girl Action" (temporada 6: episódio 8) |
| 2006       | Numb3rs                     | Santi         | "Harvest" (temporada 2: episódio 14) |
| 2006       | Love, Inc.                  | Tricia        | "Curb Your Enthusiasm" (temporada 1: episódio 16) |
| 2008       | Chuck                       | Lizzie        | "Chuck Versus the Marlin" (temporada 1: episódio 13) |
| 2008       | Welcome to The Captain      | Shampoo Girl  | "The Letter" (temporada 1: episódio 3) |
| 2009       | 90210                       | Nika Raygani  | "Help Me, Rhonda" (temporada 1: episódio 15) "Of Heartbreaks and Hotels" (temporada 1: episódio 16) |
| 2009       | Reno 911!                   | Hot Librarian | "VHS Transfer Memory Lane" (temporada 6: episódio 7) |
| 2009       | Maneater                    | Polo          | Minissérie |
| 2010       | Til Death                   | Dina          | "The Joy of Learning" (temporada 4: episódio 20) |
| 2010, 2011 | Hawthorne                   | Judy Pasram   | "No Excuses" (temporada 2: episódio 1) "A Mother Knows" (temporada 2: episódio 8) "Picture Perfect" (temporada 2: episódio 9) "No Exit" (temporada 2: episódio 10) "Fight or Flight" (temporada 3: episódio 2) |
| 2010       | The Hard Times of RJ Berger | Claire        | "Over the Rainblow" (temporada 1: episódio 6) "Tell & Kiss" (temporada 1: episódio 7) |
| 2011       | Outsourced                  | Vimi          | "Todd's Holi War" (temporada 1: episódio 17) "Rajiv Ties the Baraat" (temporada 1: episódio 21) "Rajiv Ties the Baraat: Part 2" (temporada 1: episódio 22)                                                     |
| 2011       | Happy Endings               | Molly         | "Secrets and Limos" (temporada 2: episódio 4) |
| 2012       | Men at Work                 | Amy           | "Piloto" (temporada 1: episódio 1) |
| 2012-2014  | Anger Management (série)    | Lacey         | |

### Séries na web
| Ano  | Título       | Papel | Notas |
| ---- | ------------ | ----- | ----- |
| 2012 | Burning Love | Titi  |       |